# Manuel Jesús González Manrique
Manuel Jesús González Manrique es doctor en Historia del Arte, especialista en cine y otros medios audiovisuales, repercusión social de los mismos y en educación. Asesor cinematográfico y audiovisual en las diferentes etapas históricas universales con especial atención al cine español del Franquismo y su transición, así como las relaciones de género en el cine.
Actualmente es catedrático e investigador nivel I del SNI (Sistema Nacional de Investigadores), pertenece al cuerpo académico del área de Historia y Antropología en la Universidad Autónoma del Estado de Hidalgo desde 2006.

## Biografía
Nacido en 1974, se licenció en Historia del Arte por la Universidad de Granada en 1997. Doctor en Historia del Arte por la Universidad de Granada, obtuvo el accésit en el Premio de Divulgación Científica del Vicerrectorado de la Universidad de Granada por el libro interactivo Mujer y moral católica en el cine español de la transición. Fue becado por la Fundación Ibn Al Jatib (Loja, Granada) para la realización del libro Val del Omar. El moderno renacentista, que publicó en 2008 la Diputación de Granada. En 2010 publicó el libro La imagen del clero en el cine español de la Transición, y en 2013 Catolicismo y moralidad en el cine español de la Transición, ambos publicados por Amertown International.

## Trayectoria
En 2013, coordinó junto con el antropólogo Martín Gómez-Ullate García de León el libro Ensayos sobre cine, historia y antropología. México y España, que fue publicado en la universidad en la que actualmente es profesor dentro del área de Historia y Antropología, la Universidad Autónoma del Estado de Hidalgo (México).
Desde 2012, funge como editor de la Revista de Investigación en Ciencias Sociales y Humanidades (RICSHu, UAEH) y es colaborador habitual de numerosas revistas especializadas como Boletín Americanista (Universidad de Barcelona) y Quaderns de Cine (Universidad de Alicante), entre otras.

### Libros
- La moral religiosa y el cine español de la Transición (1973-1982). (Edición CD), Granada: Universidad de Granada, 2005.[4]

Con la caída del franquismo hubo en España un estallido cultural, social y político sin precedentes. La ansiada libertad que negó la dictadura dio lugar a unas tendencias cinematográficas que ocuparon un amplio espectro estilístico e ideológico.
Dentro del cine de la época nos encontramos con uno de los períodos más interesantes del cine español, debido tanto a las nuevas propuestas estéticas como a las perspectivas morales de una nueva sociedad cada vez más alejada del nacional catolicismo de la dictadura. Directores como Víctor Erice, Pilar Miró o Iván Zulueta nos hablan, con sus novedades y cuidadas propuestas, del amplio abanico creador de una época caracterizada por la imparable conquista de libertades.
- Mujer y moral católica en el cine de la Transición. (Edición CD-Interactivo), Granada: Universidad de Granada, 2006.[5]

### Artículos
-“Aproximaciones para el estudio de Pepe Espaliú”. Cuadernos de Arte de la Universidad de Granada. (Granada), 33 (2002), págs.: 285-299 (con Alfonso del Río Almagro).
-“El documental social español en el período P.P.” HUM736. Papeles de Cultura Contemporánea. (Granada), 5 (2004), págs.: 6-13.
-“La videoteca de Filosofía y Letras”. Oda. (Granada), 2 (2003), pág. 10.